# Mosque of Aslam al-Silahdar
Mosque of Aslam al-Silahdar (arabiska: مسجد أصلم السلحدار) är ett monument i Egypten.   Det ligger i guvernementet Kairo, i den norra delen av landet, i huvudstaden Kairo. Mosque of Aslam al-Silahdar ligger 41 meter över havet.
Terrängen runt Mosque of Aslam al-Silahdar är lite kuperad. Runt Mosque of Aslam al-Silahdar är det tätbefolkat, med 383 invånare per kvadratkilometer. Närmaste större samhälle är Kairo, 2,7 km norr om Mosque of Aslam al-Silahdar. Trakten runt Mosque of Aslam al-Silahdar är ofruktbar med lite eller ingen växtlighet.